# Vụ tấn công bằng khí sarin trên tàu điện ngầm Tokyo
Vụ tấn công sarin tàu điện ngầm Tokyo hay Sự kiện sarin tàu điện ngầm (地下鉄サリン事件 (Chikatetsu Sarin Jiken (Địa Hạ Thiết Sarin Sự Kiện))), là một vụ khủng bố xảy ra vào ngày 20 tháng 3 năm 1995 tại Tokyo, Nhật Bản, do thành viên của giáo phái Aum Shinrikyo thực hiện.
Trong năm cuộc tấn công phối hợp, những kẻ tấn công đã xả khí sarin trên ba tuyến tàu Tokyo Metro ngày nay (lúc đó là một phần của Tàu điện ngầm Tokyo) trong giờ cao điểm, giết chết 12 người, làm thương nặng 50 người và gây ra những vấn đề về thị giác tạm thời cho gần 5.000 người khác. Cuộc tấn công nhằm vào các đoàn tàu đi qua Kasumigaseki và Nagatachō, nhà của chính phủ Nhật Bản. Cho đến vụ cháy tòa nhà Myojo 56 vào ngày 1 tháng 9 năm 2001, đây là sự cố chết nhiều người nhất xảy ra ở Nhật kể từ khi kết thúc Thế chiến II.

## Bối cảnh
Aum Shinrikyo là tên cũ của một nhóm cuồng giáo gây tranh cãi hiện được gọi là "Aleph". Trong năm 1992, Shoko Asahara, người sáng lập Aum Shinrikyo, xuất bản một cuốn sách mà trong đó Asahara tuyên bố mình là "Giê-su", bậc giác ngộ duy nhất của Nhật Bản, và được xác định là "Chiên Thiên Chúa". Asahara đưa ra một lời tiên tri tận thế, bao gồm chiến tranh thế giới thứ ba, và mô tả một cuộc xung đột cuối cùng lên đến đỉnh điểm trong một vụ đua Armageddon hạt nhân, lấy thuật ngữ này từ Sách Khải Huyền 16:16. Sứ mệnh nhầm lẫn của Asahara là tự cho rằng bản thân ông đang gánh tội lỗi của cả thế giới, và ông tuyên bố ông có thể chuyển giao quyền lực tinh thần cho những người đi theo và giúp loại bỏ những tội lỗi của họ. Asahara cũng thấy những âm mưu đen tối ở khắp mọi nơi của người Do Thái, Hội Tam Điểm, người Hà Lan, Hoàng gia Anh, và các tôn giáo cạnh tranh khác của Nhật Bản.
Ban đầu, cảnh sát Nhật Bản đã báo cáo cuộc tấn công này như là cách của giáo phái này nhằm tăng tốc tới ngày tận thế. Bên công tố nói rằng đây là một nỗ lực để hạ bệ chính phủ và đưa Asahara thành "hoàng đế" của Nhật Bản. Nhóm bảo vệ Asahara tuyên bố rằng một số thành viên cấp cao của nhóm đã lên kế hoạch tấn công một cách độc lập, nhưng không giải thích động cơ của họ.
Aum Shinrikyo bắt đầu cuộc tấn công vào ngày 27 tháng 6 năm 1994 tại Matsumoto, Nhật Bản. Với sự giúp đỡ của một chiếc xe tải lạnh, các thành viên của giáo phái đã xả ra một đám mây khí sarin ở gần nhà của thẩm phán đang xử lý một vụ kiện liên quan đến một vụ tranh chấp về bất động sản, dự đoán sẽ có kết quả chống lại giáo phái này. Do sự kiện này, 500 người bị thương và 8 người đã chết.

## Kẻ tấn công
Naoko Kikuchi, người đã từng tham gia sản xuất khí sarin, đã bị bắt sau khi bị chỉ điểm vào tháng 6 năm 2012, và Katsuya Takahashi ngay sau đó.
Mười người đàn ông có trách nhiệm thực hiện các cuộc tấn công: năm người xả khí sarin, trong khi năm người khác làm người lái xe đưa những người xả khí rời khỏi nơi gây án.
Danh sách nhóm tấn công:
| Đường tàu điện ngầm | Tàu   | Người thực hiện                             | Người lái xe                                    |
| ------------------- | ----- | ------------------------------------------- | ----------------------------------------------- |
| Chiyoda             | A725K | Ikuo Hayashi (林 郁夫 Hayashi Ikuo)         | Tomomitsu Niimi (新実 智光 Niimi Tomomitsu)     |
| Marunouchi          | A777  | Kenichi Hirose (広瀬 健一 Hirose Ken'ichi)  | Koichi Kitamura (北村 浩一 Kitamura Kōichi)     |
| Marunouchi          | B801  | Toru Toyoda (豊田 亨 Toyoda Tōru)           | Katsuya Takahashi (高橋 克也 Takahashi Katsuya) |
| Hibiya              | B711T | Masato Yokoyama (横山 真人 Yokoyama Masato) | Kiyotaka Tonozaki (外崎 清隆 Tonozaki Kiyotaka) |
| Hibiya              | A720S | Yasuo Hayashi (林 泰男 Hayashi Yasuo)       | Shigeo Sugimoto (杉本 繁郎 Sugimoto Shigeo)     |

## Sách tham khảo
- "Survey: Subway sarin attack haunts more survivors" in Mainichi Online ngày 18 tháng 6 năm 2001.
- Detailed information on each subway line, including names of perpetrators, times of attack, train numbers and numbers of casualties, as well as biographical details on the perpetrators, were taken from Underground: The Tokyo Gas Attack and the Japanese Psyche by Haruki Murakami.
- Ataxia: The Chemical and Biological Terrorism Threat and the US Response Lưu trữ ngày 24 tháng 9 năm 2015 tại Wayback Machine, Chapter 3 - Rethinking the Lessons of Tokyo, Henry L. Stimson Centre Report No. 35, October 2000
- Tu A. T. (2000). "Overview of sarin terrorist attacks in Japan". ACS Symposium Series. Quyển 745. tr. 304–317. doi:10.1021/bk-2000-0745.ch020.
- Ogawa Y, Yamamura Y, Ando A, và đồng nghiệp (2000). "An attack with sarin nerve gas on the Tokyo subway system and its effects on victims". ACS Symposium Series. Quyển 745. tr. 333–355. doi:10.1021/bk-2000-0745.ch022.
- Sidell, Frederick R. (1998). Jane's Chem-Bio Handbook 3rd edition. Jane's Information Group.
- Bonino, Stefano. Il Caso Aum Shinrikyo: Società, Religione e Terrorismo nel Giappone Contemporaneo, 2010, Edizioni Solfanelli, ISBN 978-88-89756-88-1. Preface by Erica Baffelli.